# Biserica Sfânta Treime din Salzburg

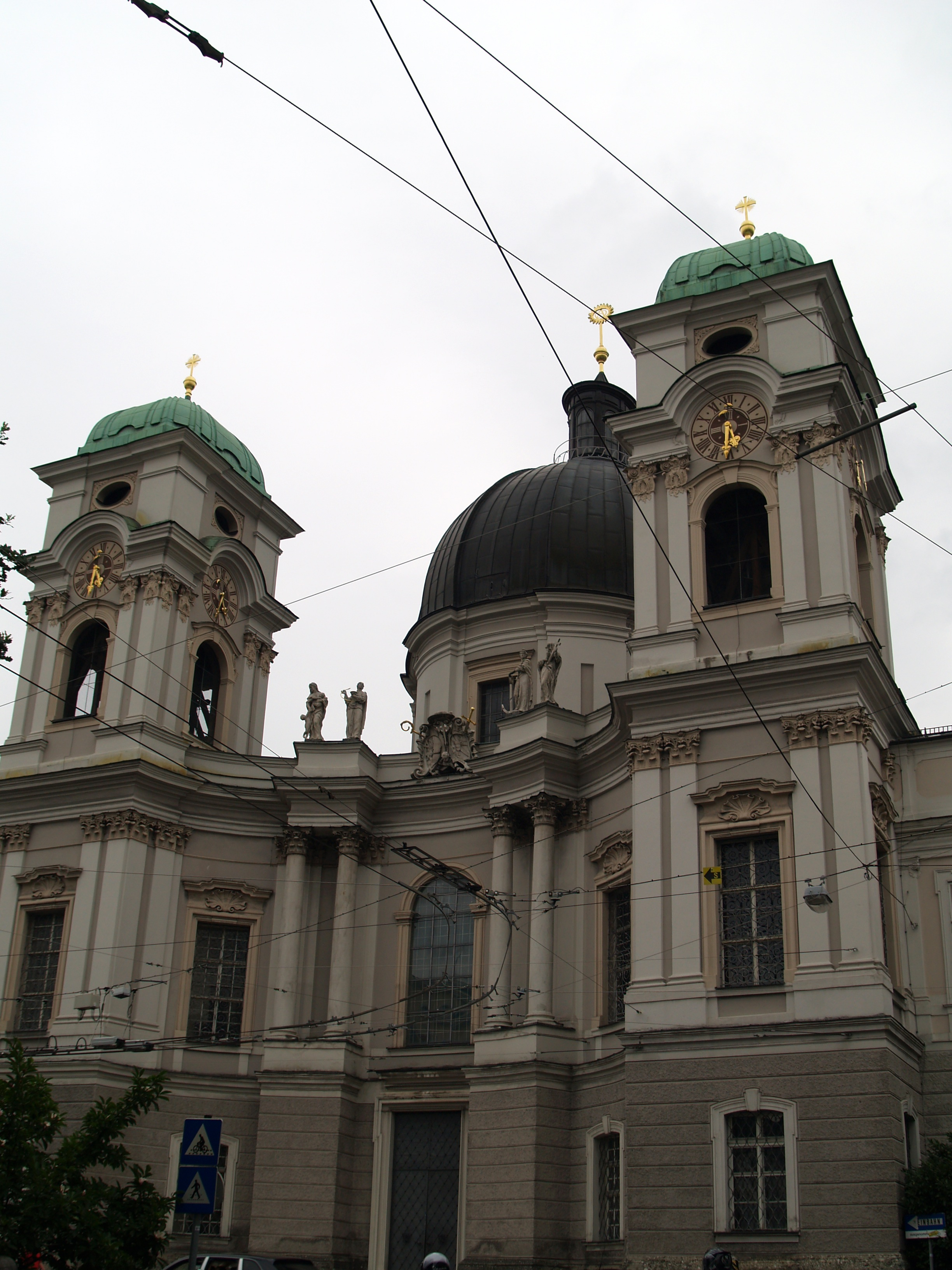
Biserica „Sfânta Treime”

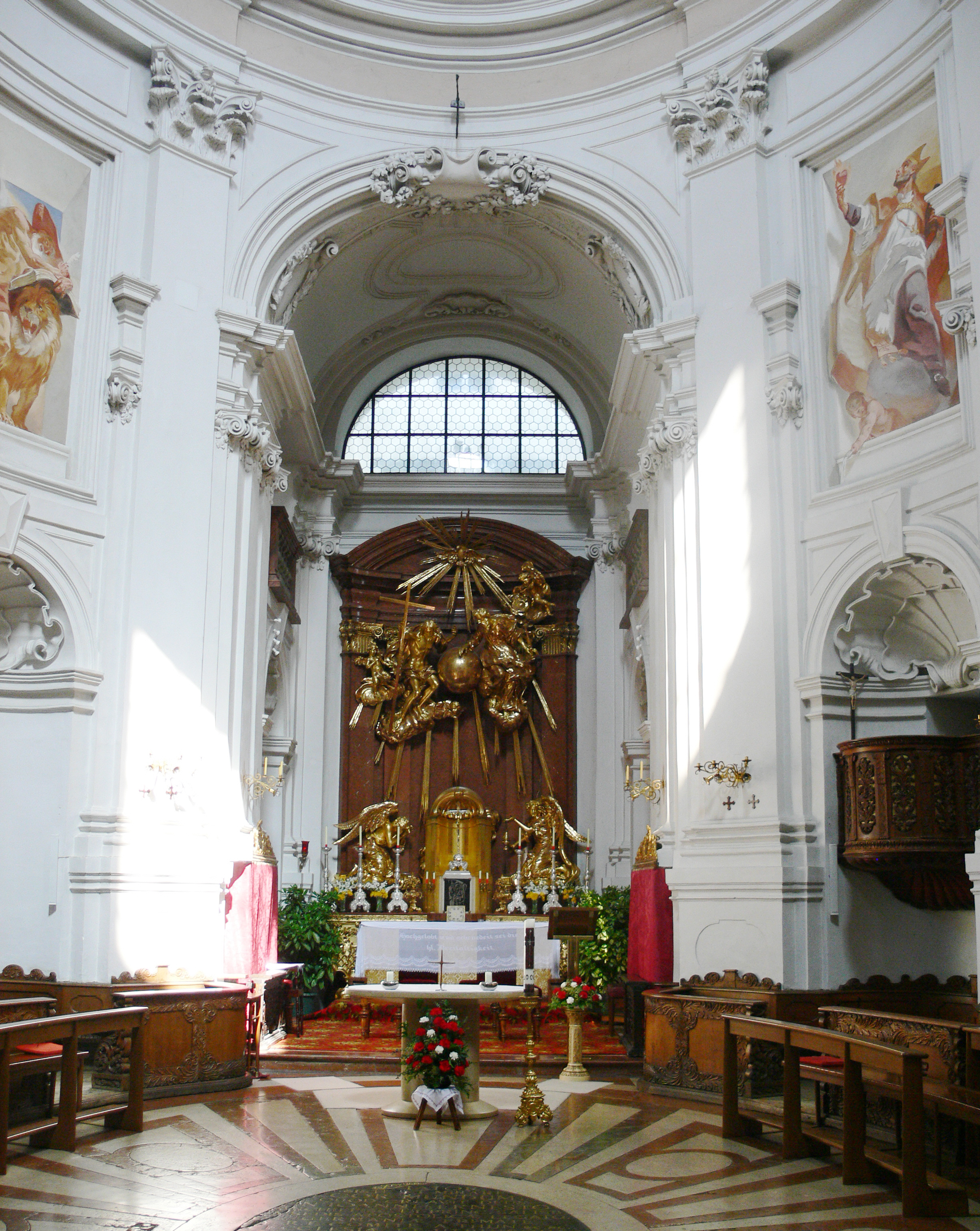
Vedere a altarului

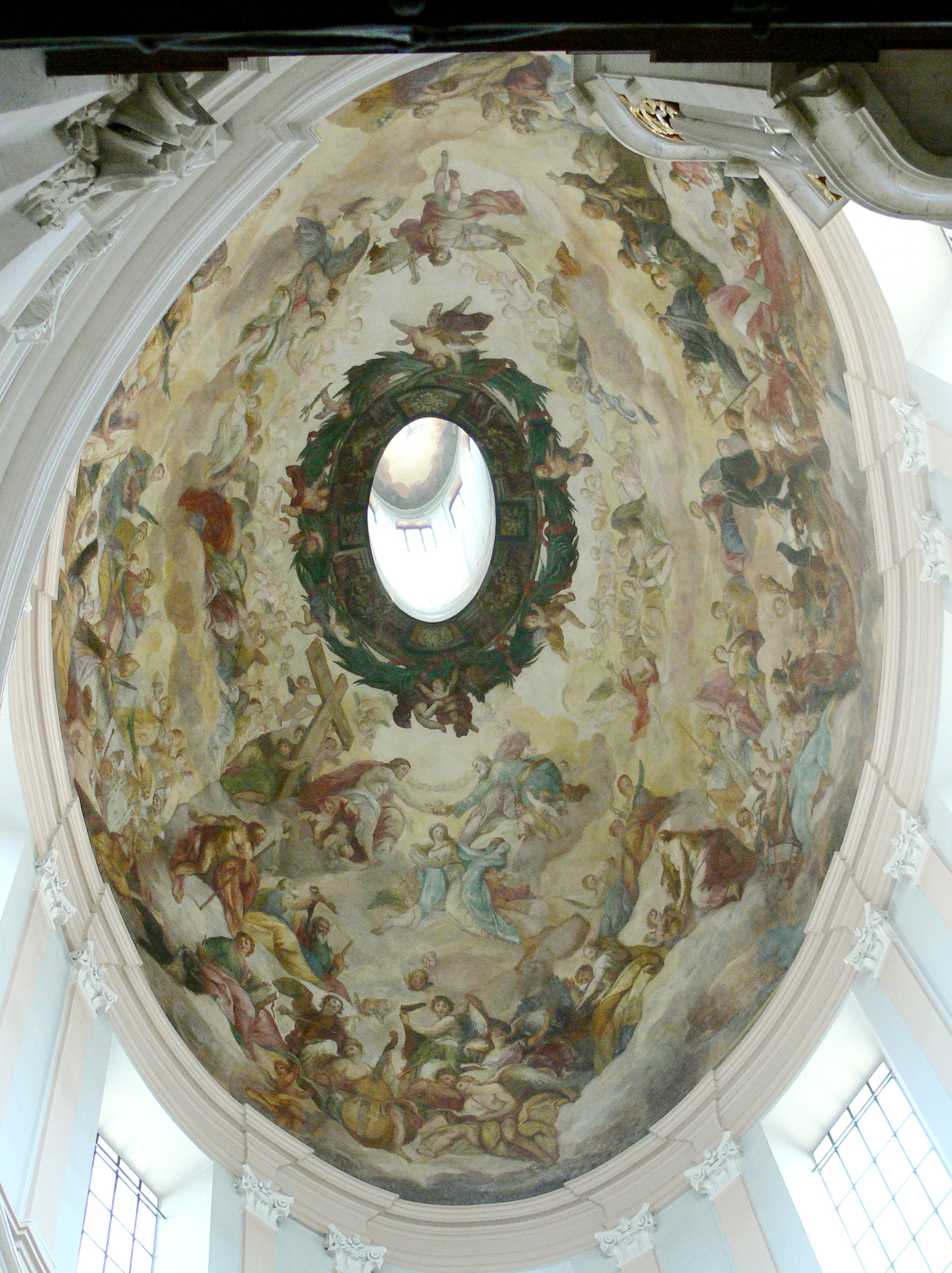
Vedere a frescei din cupolă, de Johann Michael Rottmayr

Biserica „Sfânta Treime” (în germană Dreifaltigkeitskirche) este cea mai mare biserică din centrul vechi al orașului Salzburg, situată pe malul drept al râului Salzach. Edificiul a fost construit de Johann Bernhard Fischer von Erlach.

## Istoric
Biserica „Sfânta Treime” a fost construită în perioada 1694-1702 sub episcopul principe von Thun und Hohenstein (1643-1709) și a fost consacrată, deși nu era terminată, în 1699. Ea este contemporană cu Biserica „Sf. Ioan” (Johanniskirche), construită tot de Johann Bernhard Fischer von Erlach și este inspirată de biserica „Sant’Agnese in Agone” din Piazza Navona de la Roma. Michael Mandl Bernhard a colaborat și el la înălțarea bisericii, precum și sculptori și meșteri ca Wolf Weißenkirchner cel Tânăr, Matthias Wilhelm Weißenkirchner, Sebastian Stumpfegger, Andreas Götzinger Lorenz Draxl etc. Turnurile au fost reconstruite în 1818, după un incendiu.
Interiorul bisericii este de formă alungită sau ovală, cu o mică parte în formă de cruce acoperită de o cupolă cu tambur decorată cu fresce realizate de Johann Michael Rottmayr. Fecioara Maria este reprezentată încoronată de către Treime ajutată de Arhanghelul Mihail, într-o procesiune de îngeri, prooroci, martiri și sfinți, deasupra norilor, dând impresia de lejeritate, dar și de măreție. Această capodoperă ilustrează deopotrivă istoria biblică și istoria Bisericii. Se observă porumbelul Sfântului Duh în lanternou. Totul este conceput în așa fel încât acest interior baroc emană concepția de Biserică triumfătoare, Ecclesia triumphans.
Stucaturile au fost executate de Andrea Sallari și Johann Baptist Redi, altarul (1700), realizat după un proiect al lui Fischer von Erlach, este surmontat de sculpturi reprezentând cele trei persoane ale Sfintei Treimi și flancat de îngeri în genunchi. Relicvarul Sf. Ernest a fost creat de Otto Prossinger în 1959. Tabloul de la altarul din dreapta ce o reprezintă pe Maica Domnului datează din secolul al XVI-lea, având o ramă în stil baroc de Sebastian Stumpfegger.
În transeptul din stânga se află plăcile funerare ale mai multor cavaleri ai Ordinului Sf. Rupert, precum și inima episcopului von Thun într-un sarcofag proiectat de Fischer von Erlach.
De o parte și de alta a bisericii se află clădiri simetrice denumite ale Casei preoților, care găzduiau inițial Collegium Virgilianum pentru studenții din nobilimea săracă. Se poate admira o fântână (1741), cu Sfântul Petru și capete din bronz ale diferitelor animale sculptate de Anton Josef Pfaffinger. Capela preoților adăpostește o madonă din 1450 și un crucifix din secolul al XVI-lea.